# Milpillas, Nuevo Parangaricutiro
Milpillas är en ort i Mexiko.   Den ligger i kommunen Nuevo Parangaricutiro och delstaten Michoacán de Ocampo, i den södra delen av landet, 300 km väster om huvudstaden Mexico City. Milpillas ligger 2 032 meter över havet och antalet invånare är 449.
Terrängen runt Milpillas är lite bergig. Runt Milpillas är det tätbefolkat, med 286 invånare per kvadratkilometer. Närmaste större samhälle är Uruapan, 10,0 km öster om Milpillas. I omgivningarna runt Milpillas växer huvudsakligen savannskog.